# فاطمة بوهراكة
فاطمة بوهراكة (13 فبراير 1974) أديبة، وباحثة مغربية في مجال التوثيق الشعري المعاصر، وعضو في اتحاد كتاب المغرب. 

## حياتها
ولدت بمدينة فاس عام 1974، وهي خريجة جامعة سيدي محمد بن عبد الله. 

## مسيرتها المهنية
شاركت في العديد من الملتقيات والمهرجانات الشعرية والفكرية منذ عام 1996م وإلى يومنا هذا في كل من: المغرب، الجزائر، تونس، ليبيا، مصر، السودان، العراق، لبنان، الإمارات، البحرين، سلطنة عمان، فرنسا، الهند. كما شاركت إلى جانب الشاعرة سعاد الصباح، في إنجاز مسرحية شعرية تحت عنوان: «فيتو على نون النسوة» عرضت بالمركب الثقافي بمدينة فاس المغربية يوم السبت 28 يوليو2007. شغلت مناصب عديدة، منها:
- رئيسة جمعية دارة الشعر المغربي منذ عام (2007 - 2019م).
- مديرة مهرجان فاس الدولي للإبداع الشعري (2010م إلى 2018م).
- معدة ومقدمة برنامج رنين الكلم بإذاعة فاس الجهوية عام 2013م.
- مشرفة نادي المكتبة التابع للمركب الثقافي والاجتماعي والرياضي عين النقبي (2013-2014م).
- مديرة عامة لمؤسسة صدانا الثقافية في الفترة الممتدة مابين (2008 – 2018م)

## مؤلفاتها
- الموسوعة الكبرى للشعراء العرب، التي انطلق العمل عليها في 1 يوليو، وأصدرت في مجلد ضخم عام 2016، شمل 2000 شاعر وشاعرة ثم صدر في أجزاء فيما بعد (خمسة أجزاء).[3]
- كتاب 100 شاعرة من العالم العربي / قصائد تنثر الحب والسلام 1950/2000م، بأربع لغات هي: العربية، الفرنسية (ترجمة فاطمة الزهراء العلوي)، الإنجليزية (ترجمة سعاد السلاوي)، الإسبانية (ترجمة ميساء بونو).
- كتاب 77 شاعرا وشاعرة من المحيط إلى الخليج 2007 /2017م.
- كتاب شعراء سياسيون من المغرب (1944/2014م).
- موسوعة الشعر السوداني الفصيح (1919/2019م).
- كتاب 50 عاما من الشعر العماني الفصيح في ظل السلطان قابوس (1970/2020).
- كتاب موسوعة الشعر النسائي العربي المعاصر (1950-2020م ) ضم 1011 شاعرة.
- كتاب الرائدات في طباعة أول ديوان شعري نسائي عربي فصيح.
- كتاب 50 شاعرا وشاعرة من دولة الإمارات العربية المتحدة 1971-2021م.
- ساهمت في إنجاز أربع مجموعات شعرية مشتركة رفقة ثلة من الشعراء وهي: احتراقات عشتار 1995م، غدائر البوح 1996م، وشم على الماء 1997م، بهذا وصى الرمل 1998م.
- ديوان شعر تحت عنوان: اغتراب الأقاحي طبع عام 2001م مترجم للغة الفرنسية.
- ديوان شعر يحمل عنوان: بــوح المــرايا طبع عام 2009 بثلاث لغات: العربية، الفرنسية، الإسبانية.
- ديوان شعر تحت عنوان نبض طبع بسبع لغات هي: العربية ،العبرية ،الإنجليزية ،الفرنسية، الإسبانية، الكردية، التركية طبع عام 2012م.
- ديوان تحت عنوان جنون الصمت طبع بالرباط ثم بالقاهرة عام 2015 م .

## تكريمات ودراسات حول أعمال فاطمة بوهراكة
- رشحت لنيل لقب أفضل شخصية ثقافية لعام 2012م ضمن جائزة الشيخ زايد للكتاب .
- كرمت من المهرجان الثقافي الوطني للشعر النسائي بقسنطينة الجزائرية تحت رعاية رئيس الجمهورية السيد عبد العزيز بوتفليقة في 13 أكتوبر 2012 م.
- كرمت من رابطة كاتبات المغرب بمسرح محمد الخامس بالرباط يوم 9 مارس 2015 م .
- كرمت من وزارة الثقافة والشباب بإقليم كوردستان العراق عام 2016 م
- أنجزت على دواوينها الشعرية العديد من الدراسات النقدية منها دراسة باللغة الفارسية من قبل الدكتور جمال نصاري طبعت عام 2014م في كتاب تحت عنوان فاطمة بوهراكة تتكلم بصمت.
- كتبت عنها العديد من الشهادات والأشعار من قبل شعراء ونقاد جمعت وطبعت في كتاب تحت عنوان: شراع المحبة عام 2014 م.
- صاحبة مبادرة (تبرع بكتاب ... تحمي الألباب) والتي جمعت من خلالها أكثر من 5000 كتاب قدمت هبة لبعض المكتبات العمومية التابعة لجمعيات فاس والتي انطلق العمل عليها مند عام 2014م.
- فاعلة جمعوية لأكثر من عشرين عاما حيث خلقت العديد من الأفكار والمشاريع الثقافية داخل وخارج المغرب نذكر منها:

ملحمة في حب السودان عام 2019 م 
ملحمة في حب لبنان عام 2020 م 
- اشتغلت على تحقيق عدة أفكار ثقافية منها: مشاكسة الشعر للفن التشكيلي عام 2001 ومشاكسة الشعر للغناء عام 2013م، كما سجلت عدة حلقات تعريفية لرائدات الشعر العربي من حيث طباعة الدواوين في لقاءات معهن عبر اليوتيوب تحت عنوان: رائدات لا زلن على قيد الحياة .
- أجريت معها عدة لقاءات إذاعية وتلفزية منها: القناة الأولى المغربية، قناة الثقافية السعودية، قناة عشتار العراقية، قناة النيل المصرية، قناة النيل الأزرق والشروق السودانية.
- أجري معها حوار صحفي عربي عبر قناة اليوتوب شارك في إنجازه ثلة من الصحفيين: الدكتورة فاطمة برودي وسعيد معواج (المغرب) الدكتور عبد البديع فهمي وشرين نبيل (مص) غادة أبشر، ومحمد آدم بركة وأحمد خضر (السودان) ضحى عبد الرؤوف المل (لبنان)، عبد الوهاب العريض (السعودية)، زهراء غريب (البحرين) يوليوز 2019م.
- اختير مسارها في مجال التوثيق الشعري للحديث عنه في العديد من القنوات الفضائية منها: قناة الظفرة الإماراتية في برنامج الرقم 1، وقناة TRT التركية من خلال برنامج قصتي.
- كتب عن مسارها الإبداعي الأديب المغربي حميد بركي كتابا أطلق عليه اسـم:

فاطمة بوهراكة امرأة من ذهب طبع عام 2018م.
- ضيف شرف ملتقى الخرطوم لنقد الشعر السوداني في دورته الثانية بتاريخ 25 ،26 غشت 2019م المنظم من بيت الشعر بالخرطوم إلى جانب الأديب المصري أحمد فضل شبلول.
- أدرج بورتريه لها ضمن معرض (بورتريهات لشخصيات مهمة) في كلية الفنون بجامعة السودان للعلوم والتكنولوجيا بريشة الفنان والأستاذ السابق بالكلية بدر الدين محمد النور، يناير 2020م.
- أصدر ديوان شعر عنها بجمهورية مصر العربية لمجموعة من شعراء العالم العربي (36 شاعر وشاعرة) تحت عنوان: قصائد في رحاب فاطمة بوهراكة: المرأة المؤسسة عام 2021م.

## قراءة إضافية
- دواوين الأعضاء .. الشعر الفصيح. ديوان فاطمة بوهراكة.
- فاطمة بوهراكة .. شاعرة تلم المبدعين العرب من المحيط إلى الخليج.
- الباحثة المغربية فاطمة بوهراكة: عملية {النسخ واللصق} من الإنترنت ليست توثيقاً.
- المغربية فاطمة بوهراكة تنقب في ما هو مجهول من الشعر النسائي العربي.
- بوابة الشعراء
- فاطمة بوهراكة توثق مسيرة أكثر من ألف شاعرة عربية معاصرة.
- الشاعرة فاطمة بوهراكة امرأة مبدعة بلغ صدى إسهاماتها المدى.
- أسبوعية “أخبار الأدب” المصرية : “فاطمة بوهراكة” شاعرة مغربية دخلت “بقوة” مجال التوثيق البيبليوغرافي للشعر والشعراء.